# 大德米特羅維奇
50°11′59″N 30°33′5″E / 50.19972°N 30.55139°E
大德米特羅維奇（烏克蘭語：Великі Дмитровичі）是位於烏克蘭北部的村莊，由基辅州奧布希夫區的科津市鎮負責管轄。該村始建於1240年，面積3平方公里，海拔高度128米，2001年人口881，人口密度每平方公里293.7人。